# Церква Вознесіння Господнього (Велика Березовиця)
Церква Вознесіння Господнього — культова споруда, діючий храм УГКЦ Великоберезовицького деканату Тернопільсько-Зборівської архієпархії УГКЦ у смт Велика Березовиця Тернопільського району Тернопільської області.
На території парафії проживає 2150 осіб. Близько 2120 осіб — належать до парафії.

## Історія
Документальних відомостей про утворення парафії знайти не вдалося. Перші історичні згадки датуються початком XVIII ст., коли Львівська православна архієпархія, яку очолював єпископ Йосиф Шумлянський, формально перейшла до єдності з Католицькою Церквою. У реєстрі парафій згадується парафія Вознесіння с. Березовиця (1701 р.). Відповідно до парафіяльних книг та інших джерел зі значною впевненістю можна припускати, що парафію засновано в другій половині XVII ст. (хоча, можливо, існувала і раніше).
На парафії було послідовно зведено декілька храмів. Існують архівні згадки про щонайменше три храми. Перші два були дерев'яними. У книзі генеральної візитації єпархії (1731 р.) загально описано стан храму та його інвентаря: «Церква Вознесіння Христового, дерев'яна, під ґонтом, підлога з дубових дощок». Другий дерев'яний храм звів за власні кошти фундатор Олексій Цапук, місцевий житель. Більш детальний опис цього храму та інвентарний стан походить з архівного матеріалу 1805 р.: «Церква повністю дерев'яна, на викладеному з каменю фундаменті, під ґонтовим дахом, в доброму стані. Оточує церкву дерев'яний паркан з дуба, накритий ґонтом». Сучасний храм, з каменю, зводився у період з квітня 1859 по квітень 1861 р. Участь у будівництві брали усі жителі села, а основними жертводавцями та фундаторами були місцеві пани — власники місцевих земель: п. Йоан Каковський, п. Аміліар Шельський та п. Рафал Коритовський.
Про архітектурні приготування храму (план, креслення і опрацювання) — відомостей немає. Натомість, у записах тогочасного пароха зазначено, що майстер, що мурував церкву називався Лукаш Черновський зі с. Загребелля поблизу Тернополя (нині це територія мікрорайон «Дружба»), а баню на церкві робив і ставив майстер з Тернополя Григорій Бяла. Громада розпочала будівництво нової церкви тому, що попередня церква стала для вірних тісною. Про виготовлення і встановлення іконостасу відомостей не збереглось. Та й сам первинний іконостас того часу не зберігся, оскільки на початку ХХ ст. уся внутрішня частина храму вигоріла.
У 1862 році Филип Підгайний, провізор церкви, фундував до нової церкви великий вівтар з двома ангелами, який зробив майстер Северин Чайковський з Ожидова Золочівського округу, а позолотив Олександр Приглодович, золотар із Тернополя. Коштував цей вівтар та всі роботи пов'язані з ним 330 гульденів. Того ж року встановлено великий образ храмового празнику Вознесіння. Раму до нього зробив той же самий С. Чайковський, а намалював і позолотив О. Приглодович. Коштував цей образ із позолоченими рамками 300 гульденів. На нього фундували: Францішка Зайонцова 100 гульденів, Анна Колясова з Буцнева 50, а Йоан Стешин, місцевий житель — 160 гульденів. У тому ж році Антоній Іваницький з дружиною Варварою, місцеві жителі, жертвували до церкви запрестольний семисвічник за 130 гульденів. Тоді ж встановлено царські врата, що їх зробив майстер Чайковський, а позолотив і помалював Приглодович. Коштували вони, з усіма роботами, 450 гульденів. Також місцева власниця п. Каковська подарувала антепедіум до головного престолу храму.
У 1863 р. зроблено бічний вівтар з образом Успіння Богородиці, виконаний коштом місцевого жителя Григорія Іваницького та Ярини Задояної. Цей вівтар був перероблений з головного вівтаря старої церкви. Того самого року зроблено цілком новий бічний вівтар з образом св. Миколая, подібний до попереднього, обидва вони були освячені 5 травня 1863 р. о. Григорієм Домбровицьким, завідателем Тернопільського деканату. Дозвіл на це видала Львівська Консисторія 6 лютого 1863 р. під № 566. У 1866 р. церкву всередині цілковито розписано Олександром Приглодовичем, що коштувало парафії близько 1000 ринських. Тоді ж куплено Євангеліє (видане у 1818 р.) за 15 гульденів, пізніше його оправили у бронзу та позолоту, що коштувало 58 австрійських гульденів.
У 1869 р. парафії подаровано нову плащаницю, про що свідчить напис на ній: «Головний фундатор Яков Криса, 1869 р.» Плащаниця в дещо понищеному стані досі збереглась на парафії.
У 1885 р. зведено церковні мури та встановлено вхідні ворота до церковного подвір'я, про що свідчить дата у верхній частині кованих воріт.
Одним з визначних фундаторів парафії став місцевий житель Іван Підгрушний, котрий у 1889 р. у пожертву на церкву записав своє поле під назвою «Лиса гора», в обсязі 1 морґ 850 арів. Це посмертний дар, згідно з яким на місцевих священнослужителів накладався обов'язок триразового богослужіння протягом кожного року за упокій душі фундатора. Станом на 1892 р. землеволодіння парафії числило 52 морґів 596 сажнів.
У період Першої Світової війни, а саме 23 серпня 1914 р., в селі був бій, що тривав 5 годин, і від обстрілу російської артилерії загорілася церква. Тоді згоріла не лише церква (залишились лише стіни), але й парафіяльний будинок. Згідно із свідченнями місцевих жителів відбудовували її протягом кількох років, а саме з 1922 по 1925 рр., а в наступні роки завершували внутрішнє оздоблення храму. Про це також свідчать парафіяльні записи, що велись у ті роки і шематизм. На період руйнації церкви всі богослужіння відправлялись у Будинку уряду ґміни. План і кошторис відбудови церкви опрацьовано у 1921 р. інженером Левинським. Згодом головним керівником відбудови церкви став Андрій Фалендиш із Тернополя. На зібранні мешканців села 25 лютого 1923 р. вирішено затвердити зміни в плані відбудови церкви зроблених інженером Фалендишем, а саме, щоб замість стелі дати склепіння, а дах зробити з бляхи. Головний період відбудови припадає на 1923 рік, коли зроблено основну масу робіт.
Те, що основні роботи по відбудові завершено в 1925 р. свідчать напис на фасаді (центральній) стороні теперішнього головного престолу храму, де в нижньому лівому кутку вибито: «Фундатор Дмитро Бучинский, 1925 р.». Згодом поставлено теперішню казальницю, на якій зберігся напис: «Старанням Андрея Гладуна, 1931 р.». Згідно з майновим описом, що походить з другої половини 1920-х років, церква мала: 7 «павуків» (світильників): один (малий) придбано коштом церкви, великий на середині нави фундований Антонієм Іваницьким за 120 гульденів ще в 1870 р., світилник перед царськими воротами подарувала пані Софія Яніцка. Світильники у святилищі коштували 22 крони, один фундував Тимко Керничний, а другий Андрій Бідованець у 1906 р. Два світильники перед бічними вівтарями фундувала Марія з Мушастих Новак за 240 крон у 1907 р. У той час у храмі були три срібні позолочені чаші. Одну з них фундував Олексій Цапук у 1772 р. Також 4 вовняні, 2 полотняні і 2 чорні хоругви (разом 8), два процесійні образи, 3 процесійні хрести: один дерев'яний, два металевих, 13 фан, 3 патериці, 3 кадильниці і 3 ручних хреста. На храм пожертви склали: Анна Вовна віддала свою половину маєтку (в 1914 р.), Филип Підгайний пожертвував гроші за продане поле (3362 злотих), які заповів на зведення іконостасу, а Дмитро Кустра офірував 200 злотих на малювання храму.
Згідно з розповідями місцевих жителів церкву розмальовували в 1930-х роках, роботи виконував п. Бурачок з Тернополя, розмальовував її сам. Уточнює п. Василь Волинець: «Церкву розписав С. Бурачок в 1936 р., такий напис я сам бачив на стіні, як йти по сходах на хори». (Під час останнього розпису церкви його зафарбовано). Роботи тривали два роки (1935—1936 рр.). Церкву помалювали ще до встановлення іконостаса. У святилищі на стелі був намальований Христос-Цар в короні, який сидів на троні.
9 лютого 1936 р. парафія запросила різьбяра Павла Качмарука для виготовлення іконостасу, тоді ж розпочались роботи над його зведенням. За кілька днів було виготовлено проект іконостасу: весь матеріал з дуба, окрім різьб з липи, різьби мали бути позолочені. Кошт проекту становив 1050 злотих. Малювання образів іконостасу доручено п. Андрієві Кучерові з Тернополя, зокрема: 12 празників, 12 апостолів, 12 пророків, Ісус — Цар Слави, Матір Божа і ще 6 образів, усе за ціну 600 злотих. Роботи над закінченням іконостасу планувалося завершити до кінця квітня 1937 р. Як розповідає п. Оксана Біла: «Іконостас робили майстри зі Львова, його замовляли десь на Львівщині. А тут були готові намальовані ікони, лише встановляли їх в іконостас». Цей іконостас оновлено у 1985 р., зокрема повністю відчищено. Парафіяни доклали старань і коштів, щоб його також позолочено сусальним золотом, як також казальницю і бічні вівтарі. Іконостас позолочено увесь, також ікони по бічних вівтарях, на яких перед тим були ті самі ікони, але не позолочені.
Черговий розпис храму проведено за радянських часів у 1982 р. художником Гульовським з Тернополя. Сучасний розпис храму здійснено у 1991—1992 рр. Спочатку працювали працівники Львівської фірми «Адоніс», які підготовляли стіни до розпису, зробили орнаменти та інше. Образи на стінах малював художник з Бережан п. Ярослав Крук, який також намалював запрестольний образ Вознесіння.
Окремим документом, виданим 9 квітня 1861 р. Львівською Консисторією, за часів митрополита Григорія Яхимовича, видано розпорядження про освячення храму Вознесіння у с. Велика Березовиця. Храм освячено о. Григорієм Домбровицьким, адміністратором тернопільського деканату, 28 квітня 1861 р. у Квітну Неділю.
Парафія та храм діяли безперервно в усі періоди історичної приналежності Галичини, починаючи від часів Речі Посполитої і до сучасності. До УГКЦ парафія належала від моменту приєднання до Унії львівського єпископа Йосифа Шумлянського, тобто з 1701 р. і до насильницького переведення до Православної Церкви у 1946 р. Згодом, після виходу УГКЦ з підпілля, рішенням місцевої громади села, у грудні 1989 р., відновлено її підпорядкування УГКЦ. Першу літургію греко-католицький священик відслужив у храмі 14 січня 1990 р. Відновленням діяльності та богослужінь греко-католицької громади займався отець-мітрат Василь Семенюк, теперішній митрополит Тернопільсько-Зборівський, який з того часу проживає у селищі. Від 14 січня 1991 р. парафія офіційно стала греко-католицькою, було відправлено першу урочисту офіційну службу.

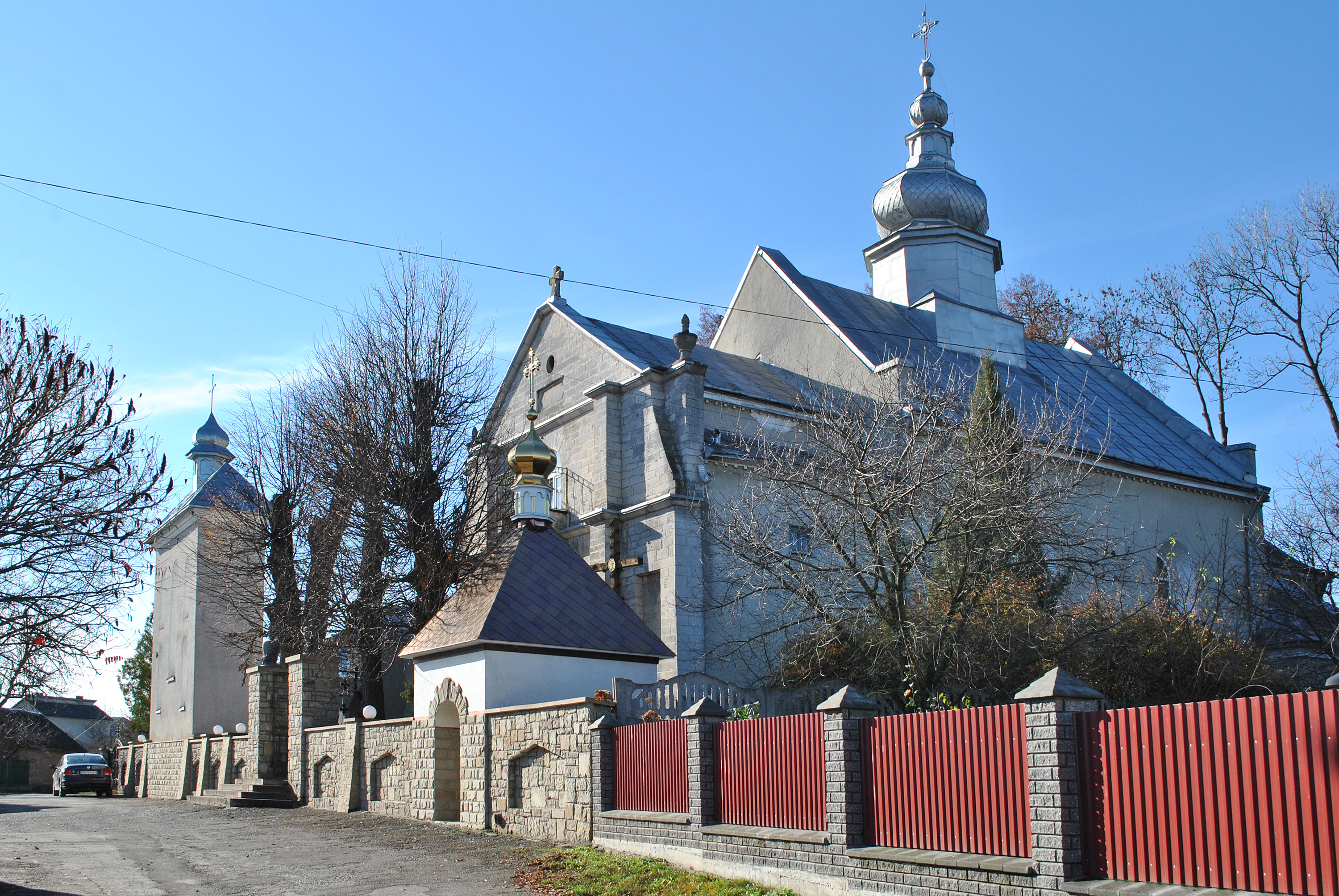
Церква Вознесіння Господнього
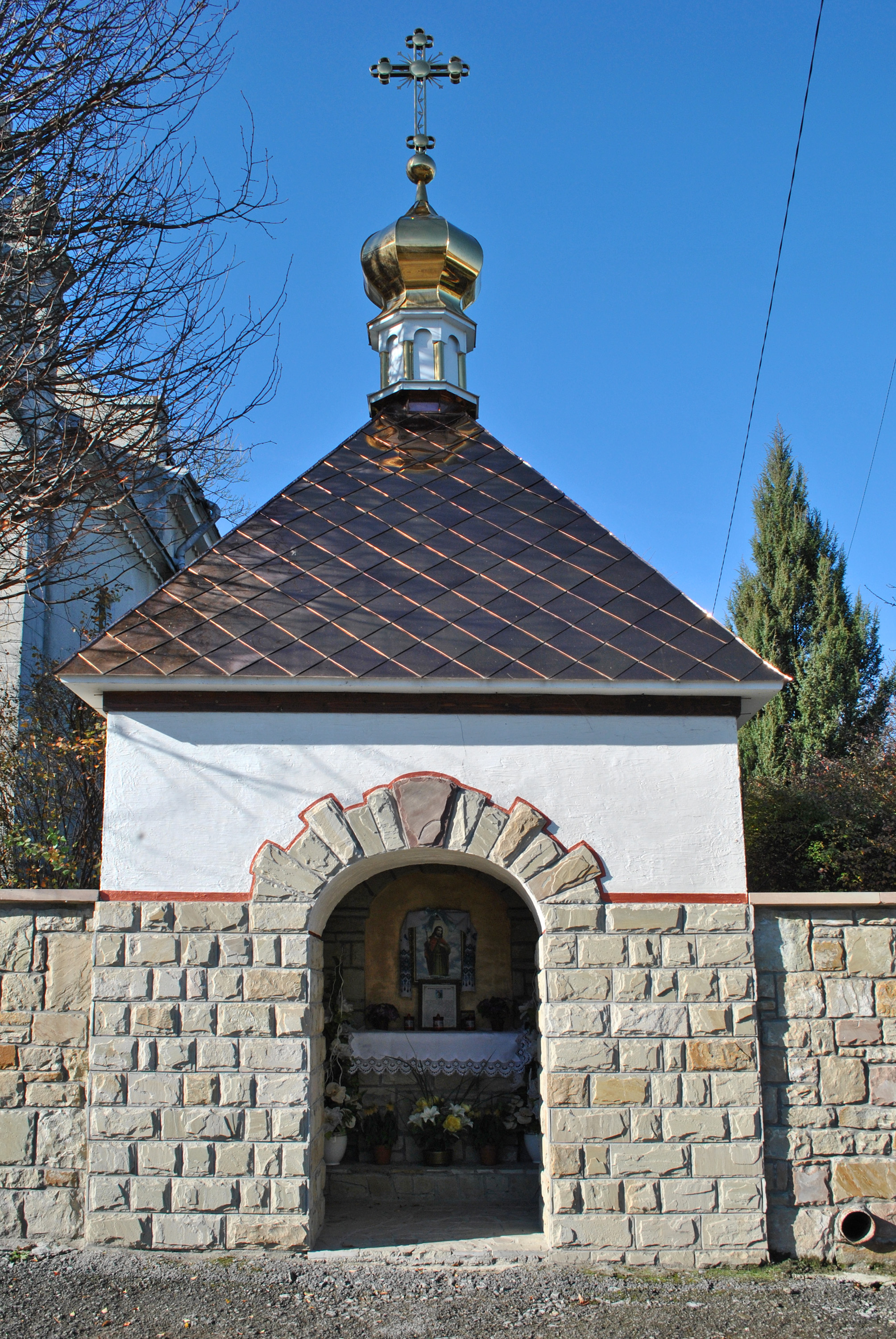
Каплиця Св. Юди Тадея біля церкви
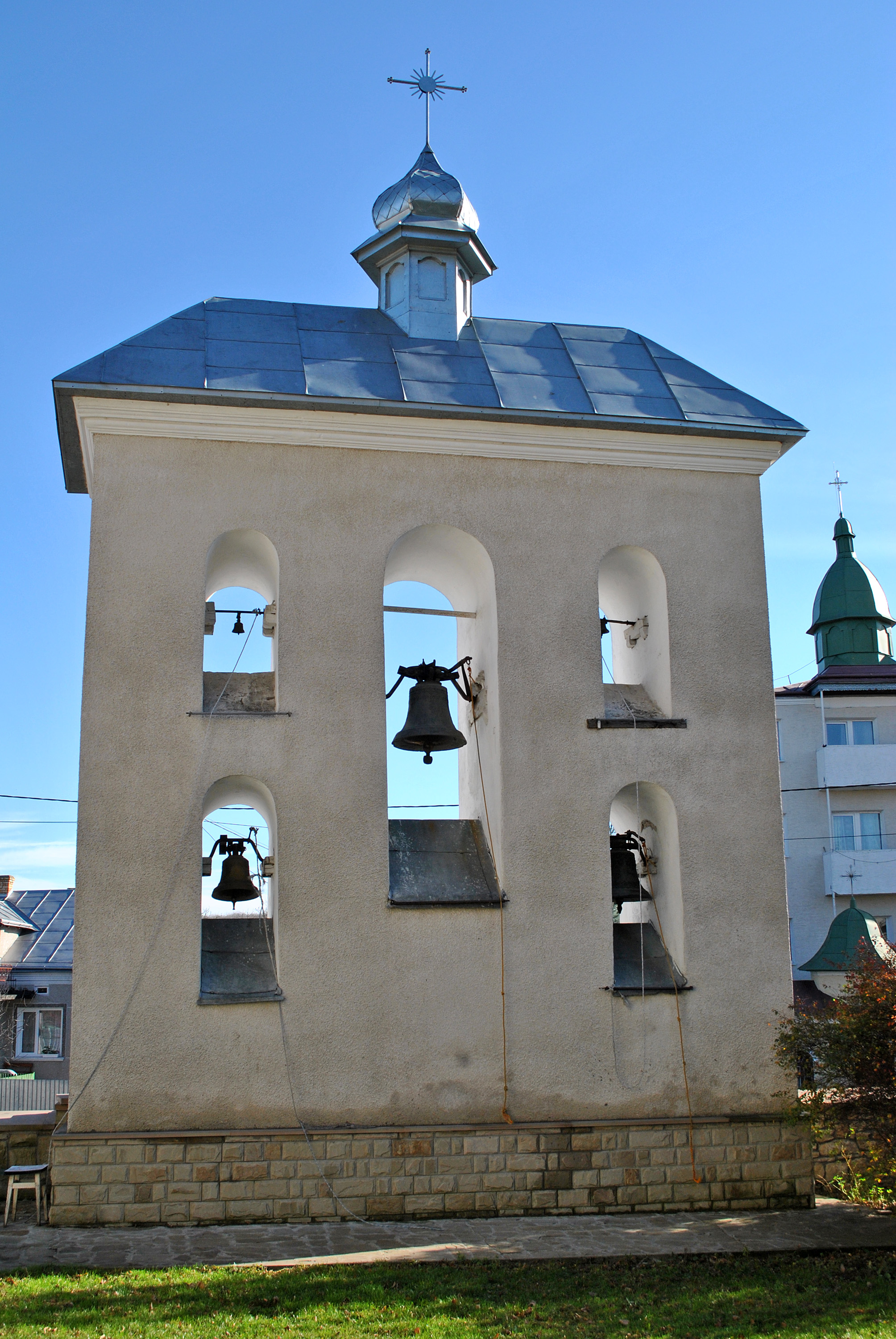
Дзвіниця церкви Вознесіння Господнього

## Візитації
9 травня 1871 р. в Березовицю з візитацією, на канонічний огляд та перевірку парафії, прибув митрополит Йосиф Сембратович. Разом із ним прибув крилошанин о. Антоній Петрушевич. Того ж дня митрополит Йосиф відправив у церкві читану Службу Божу, на яку дуже численно зібрались місцеві парафіяни. Опісля парох о. Йосиф відправив співану Службу Божу з проповіддю, після якої відбувся обхід довкола церкви. Митрополит особисто катехизував дітей, після чого поблагословив багато книжечок, образків і хрестиків і дав пароху роздати дітям. Після катехизації продовжилась перевірка парафії, митрополит оглядав усі літургійні речі та одежі, церковні книги. Згодом перейшов у парафіяльний будинок, де довший час розмовляв з місцевими жителями. Після обіду попідписував метрики та інші парафіяльні книги і відбув до Острова.
У 1906 році, 24 травня, парафію відвідав митрополит Андрей Шептицький, котрий прибув сюди з канонічною візитацією та перевіркою. Подробиці його приїзду невідомі, а про сам приїзд відомо лише на підставі записів, що їх зробив сам митрополит у богослужбових книгах та на підставі Шематизму.
19 червня 1937 року відбулась чергова візитація парафії, цього разу генеральним вікарієм Львівської митрополії. Канонічну перевірку проводив владика Никита Будка, записи перевірки якого збереглись на церковних книгах.
Остання візитація єпископа відбулась у 2007 році. ЇЇ проводив владика Василій Семенюк.

## Ікони, хрести
У церкві є копії чудотворних ікон: Матері Божої Неупиваємої чаші та Розп'яття Христа з Глинян.
У 1843 р. перед церквою Стефаном Підгайним, парафіяльним провізором та одним з найбільших фундаторів і жертводавців храму, та його дружиною Анною була поставлена кам'яна фігура на честь Матері Божої, що збереглась до сьогодні та стоїть навпроти дзвіниці. Фігуру знято і вивезено за радянських часів, а в 1989 р. відновлено на попередньому місці.
На честь знесення панщини і дарування вольності селян місцева громада у 1848 р. поставила камінний хрест. Зараз він стоїть поряд з колишнім Будинком Уряду Ґміни, біля головної дороги на початку вул. Родини Ґеретів. На ньому зроблено напис: «Пам'ятник даной свободи 3 го Мая 1848 р.», під ним: «1989 р.» — дата відновлення пам'ятника.

## Парохи

### Колишні
Парохами в різні часи були:
- у 1701 р. — о. Стефан
- з 1708 р. — о. Захарія (обидва без прізвища, невідомо, у яких саме роках вони служили)
- у 1730 р. — о. Захарія Ящинський (можливо, що попередній);
- у середині XVIII ст. — Йоан Підгайний
- перед 1770 р. — Гавриїл Лящинський, який помер під час епідемії холери (не відомо, відколи він був на парафії)
- від 22 лютого 1771 р. — Теодор Ільєвич
- у 1788 р. його змінив Григорій Ящевський
- у 1798 р., адміністратором коротко був Василь Прокопович
- від 1799 до 1806 р. — душпастирював Йоан Радкевич
- від 1806 до 9 січня 1819 р. (день смерті) був Антоній Прохницький
- адміністратором до 1831 р. був Йосафат Прохницький (мабуть, син Антонія), який помер під час епідемії холери
- опісля був о. Ігнатій Жукевич, парох Острова, котрий довший час був завідателем парафії у Березовиці
- 1834 році, на декілька років, парохом став Йоаким Зарицкий
- у 1837 р. його змінив Миколай Чировський, котрий був адміністратором до 1839 року
- о. Францішек Векліч, який урядував до 1843 р.
- від 9 травня 1843 р. парохом став о. Йосиф Скоморовський, згодом титульний радник Митрополичої Консисторії у Львові, крилошанин з відзнакою. Він став довголітнім та видатним парохом Березовиці. На парафії у В. Березовиці він служив до 9 березня 1891 р. (дата смерті), в підсумку — 48 років, тобто майже півстоліття. За його урядування в селі було зроблено багато добрих справ, основною ж його заслугою, поряд з душпастирством, були зроблені ним безцінні записи про минувшину парафії. У 1891 р. о. Йосиф був вже достатньо немічним, мабуть, через хворобу, тому не міг повністю виконувати свої обов'язки. Йому приділено молодого помічника о. Антонія Зарихту
- у 1892 р. завідателем став о. Корнелій Бачинський
- від 1896 р. парохом став о. Олександр Миронович
- після нього парохом у Березовиці став о. Іван Ратич, якого російські війська арештували і вивезли враз з деякими іншими людьми до Росії. Тому в 1918 р. завідателем парафії був о. Яків Заяць, поки із заслання не повернувся о. Іван Ратич, що мало місце після російської революції. У 1919 р. о. Іван Ратича замінив інший священик, бо отець тяжко захворів і не міг служити . Його хвороба тривала певний час, але нового священика не прислали, тому отець пробув завідателем до середини 1921 р.
- його змінив о. Лев Кочій, який перед цим працював катехитом у Тернополі, а згодом став крилошанином з відзнакою. Коли у 1942 р. помер о. Лев Кочій, на зміну йому прийшов
- о. Петро Герета, що пробув на парафії до 1959 р., коли його перевили на іншу парафію.

Після виходу УГКЦ з підпілля на парафії служили:
- спочатку настоятелем парафії став о.-митрат Василь Семенюк
- від 1996 р. по 2002 р. був о. Михайло Пастух

### Теперішні
- о. Василь Брона — адміністратор парафії від 2002 р. і донині. Від 19 червня 2001 року був сотрудником храму Вознесіння.

## Спільноти та діяльність парафії
- «Марійська дружина»
- Вівтарна дружина
- «Матері в молитві»
- Братство Матері Божої Неустанної Помочі
- Братство родин Зарваницької Божої Матері
- є два церковні хори: дорослий і молодіжний